# Bianchi 16/22 HP
Der Bianchi 16/22 HP ist ein Pkw-Modell. Hersteller war Bianchi aus  Italien.

## Beschreibung
Das einzige bekannte Baujahr für dieses Modell war 1906. Bianchi bot es auch in Großbritannien an. Der Vertrieb in England lief über die Straker and McConnell Ltd.
Der Vierzylindermotor hatte 105 mm Bohrung, 130 mm Hub und 4503 cm³ Hubraum. Genannt werden blockweise gegossene Zylinder, SV-Ventilsteuerung, Magnetzündung von Bosch und 1350 Umdrehungen in der Minute als Höchstdrehzahl. Die Spurweite betrug 1397 mm und der Radstand 2972 mm. Das Getriebe hatte 4 Gänge. Die Höchstgeschwindigkeit lag bei 80 km/h.
Karosseriebauformen waren Roi-des-Belges mit Dach und Landaulet.
Der Bianchi Tipo C mit einem Motor ähnlicher Größe kann als Nachfolger angesehen werden.